# Dysauxes quadripuncta
Dysauxes quadripuncta är en fjärilsart som beskrevs av Obraztsov 1941. Dysauxes quadripuncta ingår i släktet Dysauxes och familjen björnspinnare. Inga underarter finns listade i Catalogue of Life.